# Instituto de Cinema de Doha
O Instituto de Cinema de Doha (DFI) é uma organização cultural independente e sem fins lucrativos, criada em 2010 por Sheikha Al-Mayassa bint Hamad bin Khalifa Al-Thani para apoiar o crescimento da comunidade cinematográfica local.
O DFI produziu a adaptação animada de Salma Hayek do romance clássico de Khalil Gibran, The Prophet, com o diretor Roger Allers (que trabalhou no Rei Leão) coordenando o processo.
O DFI foi creditado como uma produtora em filmes como Just Like a Woman, estrelado por Sienna Miller; The Reluctant Fundamentalist, dirigido por Mira Nair, que abriu o 69º Festival Internacional de Cinema de Veneza, e Cruel Summer, de Kanye West - um curta-metragem filmado em Doha e estreou no Festival de Cannes de 2012.
A organização também oferece fóruns para workshops e laboratórios, onde cineastas iniciantes são expostos a uma variedade de novas habilidades e abordagens criativas.